# Hypocrites kraussii
Hypocrites kraussii là một loài bọ cánh cứng trong họ Cerambycidae.